# リアン・ライムス
リアン・ライムス（LeAnn Rimes、本名 Margaret LeAnn Rimes、1982年8月28日 - ）は、アメリカ合衆国ミシシッピ州ジャクソン出身のカントリー歌手である。テキサス州ガーランド（ダラス郊外）で育つ。

## 略歴
リアン・ライムスはわずか13歳にして初のシングル「Blue」（ビル・マックのカバー）を発表。同曲はグラミー賞ベスト・カントリー・ボーカル（女性）部門を受賞し、リアンはグラミー最優秀新人賞も受賞。
ダイアン・ウォーレンが1997年に書いた「ハウ・ドゥ・アイ・リヴ (How Do I Live) 」はビルボードチャートにおいて69週間ランクインし、アメリカ音楽史上最も成功した曲の一つとなった。
2000年公開の映画『コヨーテ・アグリー』に楽曲「キャント・ファイト・ザ・ムーンライト (Can't Fight the Moonlight) 」を提供&出演。主人公が唄う全ての曲の吹替も担当。
2002年、ソルトレークシティオリンピックのテーマソングを開会式で歌う歌手に選ばれた。

## 私生活
2001年12月14日に、ダンサーで俳優のディーン・シェレメット (Dean Sheremet) と婚約する。
2002年2月23日に結婚し、テネシー州ナッシュビルに住む。
2009年9月1日、自身の公式サイトで、夫であるディーンとの離婚を発表。
2010年6月19日、正式に離婚が成立する。
2010年12月27日に、俳優のエディ・シブリアン (Eddie Cibrian) と婚約する。
2011年4月22日に、カリフォルニア州にある自宅にて結婚する。
自身のTwitterのアカウント名とInstagramの名前を「リアン・ライムス・シブリアン (LeAnn Rimes Cibrian)」へと改めている。

## 2005年から現在まで
2005年2月25日に新しいアルバム『ディス・ウーマン』を発表した。このアルバムの販売数は60万枚を越えここ5年間で最高の売上を上げた。シングルの売上に関してでは、リアン・ライムスのデビュー以来最高の売上を上げた。シングル「Probably Wouldn't Be This Way」はチャート3位に達した。
作家としても活動しており、これまでに4冊の本を出版している。
Bon Jovi - Till We Ain't Strangers Anymore ft. LeAnn Rimes　ボンジョヴィとの曲がある。ボンジョヴィらしいロックではなく、カントリーPOPの要素があるスローソング。名曲である。

## ディスコグラフィ

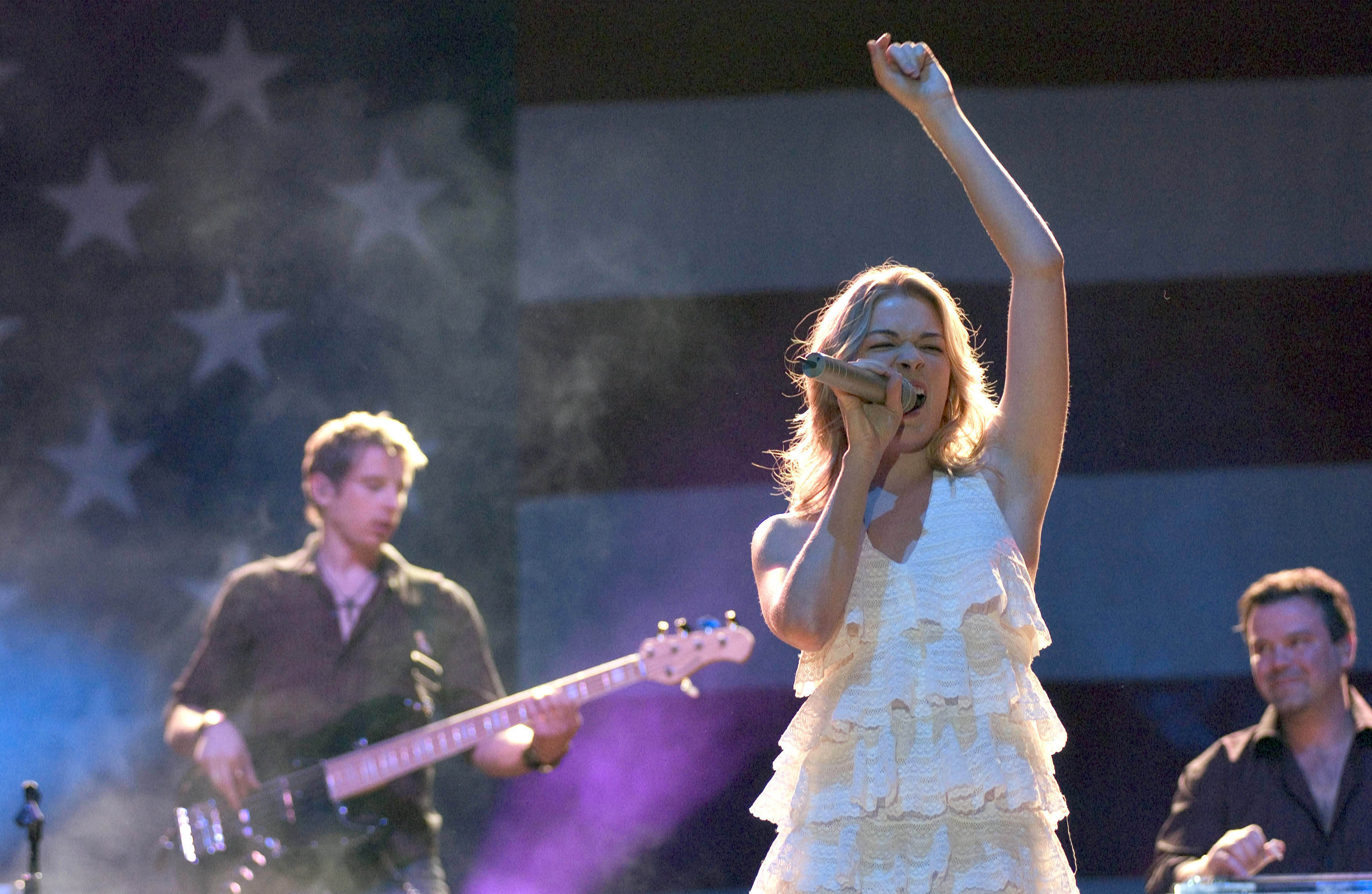
ドイツにあるラムシュタイン空軍基地を慰問するリアン・ライムス

### スタジオ・アルバム
- 『ブルー』 - Blue (1996年)
- 『ユー・ライト・アップ・マイ・ライフ』 - You Light Up My Life: Inspirational Songs (1997年)
- 『シッティン・オン・トップ・オブ・ザ・ワールド』 - Sittin' on Top of the World (1998年)
- 『リアン・ライムス』 - LeAnn Rimes (1999年)
- 『アイ・ニード・ユー』 - I Need You (2001年)
- 『トゥイステッド・エンジェル』 - Twisted Angel (2002年)
- 『ディス・ウーマン』 - This Woman (2005年)
- Whatever We Wanna (2006年)
- 『ファミリー』 - Family (2007年)
- Lady & Gentlemen (2011年)
- Spitfire (2013年)
- Remnants (2016年)

### ライブ・アルバム
- Live at the Gruene (2019年)

### ホリデイ・アルバム
- 『ホワット・ア・ワンダフル・ワールド』 - What a Wonderful World (2004年)
- Today Is Christmas (2015年)

### インディー・アルバム
- Everybody's Sweetheart (1991年)
- From My Heart to Yours (1992年)
- All That (1994年)

### コンピレーション・アルバム
- 『アンチェインド・メロディ〜アーリー・イヤーズ』 - Unchained Melody: The Early Years (1997年)
- I Need You (2001年)
- 『ゴッド・ブレス・アメリカ』 - God Bless America (2001年)
- 『グレイテスト・ヒッツ』 - Greatest Hits (2003年)
- The Best of LeAnn Rimes (2004年)
- Dance Like You Don't Give A...Greatest Hits Remixes (2014年)
- 『オールタイム・グレイテスト・ヒッツ』 - All-Time Greatest Hits (2015年)
- The Biggest Hits of LeAnn Rimes (2018年)